# Такесика
Таке́сика (от латинского. tactilis) — невербальное общение людей путем прикосновений (похлопываниями, рукопожатиями, поцелуями, ударами и т.д.), а также раздел психологии, занимающийся его изучением.
зачастую используется в различных социальных обрядах, например рукопожатие при встрече.
На данный момент нет точной информации о первом упоминании термина Таке́сика но предполагается что впервые термин был использован писательницей Линн Кауфман 20-21 века.